# Novos Deuses
Os Novos Deuses são personagens fictícios da DC Comics, criados por Jack Kirby. São categorizados assim todos os habitantes dos planetas Nova Gênese e Apokolips.

## Origem
Quando chegou o dia de Ragnarok, os velhos deuses morreram, e o mundo em que viviam foi dividido em dois. Um dos planetas formou uma raça de deuses bons e se chamou Nova Gênese. Nova Gênese é guiada por Izaya, o Pai celestial. O outro mundo se chamou Apokolips e gerou uma nova raça de deuses malévolos. Foi em Apokolips que nasceu Darkseid, que logo se tornou o Governador de todo o planeta.

## O Quarto Mundo
Ambos os planetas ficam na dimensão conhecida como o Quarto Mundo. A maneira mais segura de se chegar a dimensão é por  Tubos de Explosão. A viagem dimensional normal causa efeitos estranhos a quem conseguir adentrar ao Quarto Mundo. Peter David escreveu certa vez uma história onde Supergirl conseguiu atingir o Quarto Mundo pelas vias convencionais. Ela chegou àquela dimensão com um tamanho diminuto. Aparentemente, em comparação com os humanos todos os Novos Deuses são gigantes; eles usam o Tubo de Explosão a fim de chegar a nossa dimensão em tamanho humano; quando voltam, o Tubo os devolve ao tamanho gigante, assim como qualquer pessoa usando o Tubo. Entretanto, essas concepções variam muito de escritor para escritor.

## Membros dos Novos Deuses (Nova Gênese)
- Izaya, o Pai celestial (morto em Contagem Regressiva)
- Grande Barda (morta em A Morte dos Novos Deuses)
- Corredor Negro
- Forageador
- Povo da Eternidade (mortos em A Morte dos Novos Deuses)
- Metron (morto em contagem regressiva)
- Homem Infinito (morto em contagem regressiva)
- Takion (morto em contagem regressiva)
- Jezebelle (morto em contagem regressiva)
- Lightray (morto em contagem regressiva)
- Sr. Milagre (morto em A Morte dos Novos Deuses)
- Órion (morto em A Morte dos Novos Deuses)

## Membros dos Novos Deuses (Apokolips)
- Darkseid
- Parademônios
- Fúrias Femininas
- Lashina
- Pharzoof
- Yuga Khan
- Steppenwolf
- Kanto
- Virman Vunderbarr
- Vovó Bondade (morta em Contagem Regressiva)
- Desaad (morto em Contagem Regressiva)
- Kalibak (morto em Contagem Regressiva)
- Himon (morto em A Morte dos Novos Deuses)
- Rainha Heggra
- Glorioso Godfrey
- Mantis (morto em Contagem Regressiva)
- Doutor Bedlam

## A Morte dos Novos Deuses
Nas séries Contagem Regressiva para a Crise Final e A Morte dos Novos Deuses, uma série de assassinatos ocorre aos Novos Deuses, eliminados um a um, evento que culminará na aguardada série Crise Final. Ao fim, Superman descobre que o assassino era Himon, um Novo Deus bom que, apesar disso, matara seus irmãos tanto de Nova Gênese quanto de Apokolips. Ele estava dominado pela Fonte, que considerava esses seres criações defeituosas. Himon logo foi morto também, junto de Metron e Senhor Milagre. Os únicos Novos Deuses que restavam e agora se uniram com a Equação Anti-Vida ou parte dela, pois a mesma havia se dividido para a própria proteção e mais tarde. À primeira Crise, foram impedidos de se reunificarem com o fim do Multiverso (o que fez com que a Fonte manipulasse Alex Luthor para dar origem à Crise Infinita, na qual o Multiverso fora recriado, permitindo a fusão das duas metades). Agora, a Fonte vai enfrentar cara a cara Darkseid, o único Novo Deus que resta, para tentar destruir de vez os resquícios do Quarto Mundo.
No entanto, esse não será o fim definitivo dos Novos Deuses, ao que tudo indica. Na Crise Final, surgirá um Quinto Mundo, junto de novos Novos Deuses.

## Conceitos
- Tubo de Explosão
- Caixa Materna
- Fonte
- Elemento X